# Galliano Mazzon
Galliano Umberto Mazzon (Camisano Vicentino, 15 luglio 1896 – Milano, 3 luglio 1978) è stato un pittore italiano.

## Biografia

### Giovinezza
Galliano nasce nel 1896 in una famiglia numerosa composta da 8 fratelli compreso lui. L'anno successivo parte per il Brasile, con la famiglia emigrante. Dopo il diploma di maestro, per un anno insegnerà in una scuola serale brasiliana.
Nel 1916 torna in Italia per arruolarsi volontario, l'anno successivo sul Monte Santo perde la mano destra. Nel 1921 dopo aver studiato all'Accademia di Brera viene abilitato all'insegnamento del disegno nelle scuole medie superiori. Ma sarà solo tra il 1928 e il 1929 che comincia ad ottenere i primi riconoscimenti pubblici.

### Fase dell'astrattismo e surrealismo
La fase dell'astrattismo e surrealismo incomincia nel 1930 quando frequenta la Galleria del Milione, centro per pittori astrattisti. Due anni più tardi, nel 1932 dipinge il trittico Spazio sensibile e fa esperienza di pittura surrealista. Tra il 1934 e il 1938 vive solitario a Dolaso sulle Dolomiti del Brenta e sempre nel 1934 pubblica un libro di poesie, anonimo.
La Seconda guerra mondiale lo angoscia a tal punto da portarlo alla depressione ed è costretto a curarsi in una clinica di Varese. Alla fine della guerra nel 1945 torna a Milano insegna alla scuola media Alfredo Panzini, riprende a dipingere e crea una serie di pastelli-inchiostro, dal titolo Brasiliana che preludono all'informale.

Nel 1948 entra a far parte del Movimento per l'arte concreta, al quale partecipano Albino Galvano, Ferdinando Chevrier (1950), Gillo Dorfles, Di Salvatore, Gianni Monnet, Bruno Munari, Atanasio Soldati. Alla Galleria Bompiani nel 1950, si tiene una mostra dei suoi allievi dal titolo Scuola Mazzon, e l'anno successivo Galliano è presente sempre alla Galleria Bompiani nel quadro della mostra collettiva del primo astrattismo in Italia come componente del "Mac".

### Fase del figurativismo
Il 1953 è l'anno dell'idealizzazione figurativa, lirica e magica che negli anni cinquanta-sessanta risentirà degli influssi parainformali. Mentre nel 1962 si ritrova in uno stato depressivo per i timori di una terza guerra mondiale e la sua pittura ne risente, dipinge una serie di visione desolate ed espressioniste.

### Fase astrattismo strutturalista
Quando nel 1965 supera la crisi si ritrova nella fase dell'astrattismo strutturalista, il lavoro viene presentato alla Galleria il Salotto Como. Ad ottobre del 1967 Carlo Ludovico Ragghianti lo presenta tra i primi astrattisti a Firenze nella mostra storica tenutasi a Palazzo Strozzi "Arte Moderna in Italia 1915-1935".
Nell'ottobre 1969 il comune di Milano gli dedica una grande mostra antologica alla Civica Galleria d'Arte Contemporanea.
Mentre nel 1971 la Galleria Peccolo di Livorno organizza una sua mostra antologica all'Accademia d'Arte di Montecatini.
Venne sepolto al Cimitero Maggiore di Milano.

## Mostre recenti
Nel 2007 sue opere vengono esposte alla mostra: Wassily Kandinsky e l'astrattismo in Italia 1930-1950, tenutasi a Milano dal 9 marzo al 24 giugno, a Palazzo Reale.